# Horde Catalytique pour la Fin
 (mai 2021).

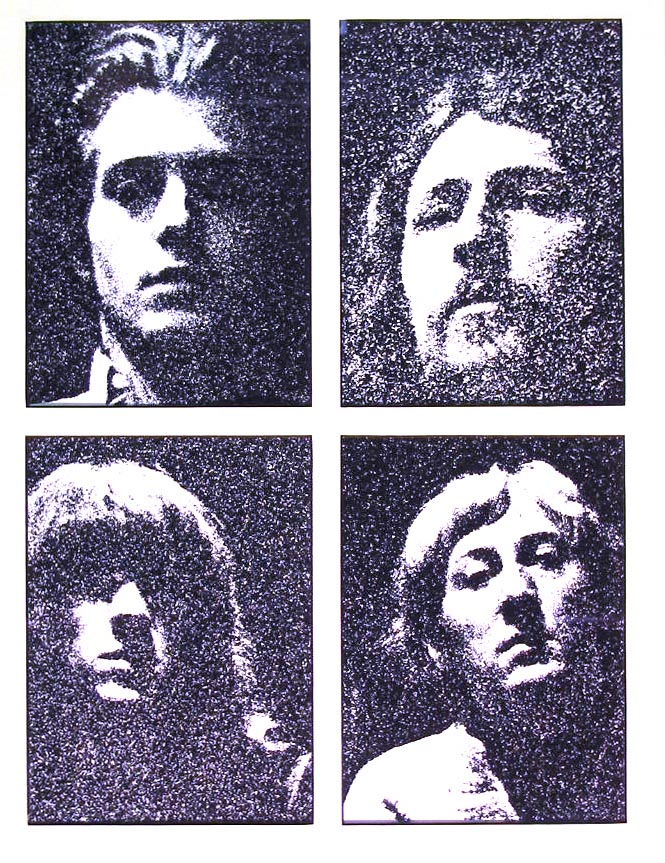
Horde Catalytique pour la Fin. photo Alain Sabatier. 1970

Horde Catalytique pour la Fin est un groupe d'avant-garde français, créé à Nice, en 1967. Ses membres revendiquent une démarche radicale, à la recherche d'une "materia prima" de la musique. Pour signifier qu'ils se démarquent de toutes formes musicales existantes, ils abandonnent le terme même de musique pour celui de "gestation sonore."    

## 1967, Nice, France
Richard Accard, Georges Alloro, François Bourlier, Jacques Fassola, Gilbert Stuerga se rencontrent à Nice, en 1967. Ils ont à peine plus de vingt ans. Richard Accart, saxophoniste, est électricien, Georges Alloro, guitariste, plombier-zingueur et facteur d'instruments de musique autodidacte, François Bourlier, vibraphoniste, se consacre à la musique, Jacques Fassola et Gilbert Stuerga, respectivement batteur et contrebassiste, sont étudiants en philosophie à la Faculté des Lettres et Sciences Humaines de Nice. Tous pratiquent le jazz et s’intéressent au free-jazz. Cependant, ils pressentent l'existence d'une réalité musicale qui ne rentre dans aucune des formes établies. Pour l'approcher, ils décident d'abandonner tout ce qu'ils connaissent. Ils laissent derrière eux toutes les règles qui organisent la musique. Ils se détournent de la composition, ils oublient les partitions pour se situer résolument "hors du rapport aveuglant au texte musical". Même les codes d'improvisation, tels qu'ils sont pratiqués dans le jazz, relèvent, à leurs yeux, d'une mise sous tutelle. Ce qu'ils veulent, c'est un retour aux sons, au geste musical, avant qu'ils ne soient pris dans les filets des conventions et des habitudes. Dans cette aventure qu'ils définissent eux-mêmes comme une" transgression risquée" (formule que porte leur première affiche),  ils ne reconnaissent qu'un principe, un phare pour les guider : l'Écoute ou Attention Auditive. Elle seule peut tracer le chemin vers un renouvellement de l'acte de création. Le propos peut paraître chimérique. Pourtant, il fera écho. En témoigne, un article, paru 40 ans plus tard, sur le blog Folly's Reviews (Grande-Bretagne), où l'auteur écrit après avoir écouté le seul enregistrement disponible, l'album "Gestation Sonore" sorti chez Futura  en 1972  "[… ] is the work of mind-readers ? I guarantee you. How else could the notes come together so perfectly in this 100% improvised setting? How else could these musicians create music that resounds with enough power to steal away the listener's breath from start to finish? I honestly couldn't tell you, but I know from listening that, somehow, it happened. Perfectly;"

Pour désigner leur pratique, ils inventent le concept de « gestation sonore ».  "La gestation sonore n'est pas une nouvelle musique. Elle n'est pas un produit, mais un processus (...) ;  ce qui est visé c'est aussi bien à déplacer la manière de jouer que le type d'écoute qu'elle suscite..." Ou encore : "  ..l'oreille n'a pas de paupière. On peut la violer, la programmer. Indomptable, elle reste à l'écoute. La gestation sonore n'est pas préparée, elle n'est pas non plus de l'improvisation car elle n'accepte pour supports que l'instrument et le lieu d'où elle se joue. Elle marche en somnambule, et si à tel instant une formation sonore émerge plutôt qu'une autre, c'est l'écoute qui la réclame et non la musique." [réf. nécessaire]
Ils donnent à leur groupe le nom de Horde Catalytique pour la fin (HCPLF). "Horde", pour un clin d’œil à cette "horde primitive" moment hypothétique que Freud avait imaginé entre l’état de nature et la vie organisée en société ; "catalytique", comme ces éléments chimiques qui provoquent des transformations sans changer de nature ; "pour la fin" : celle de l’hégémonie d’une certaine conception de la musique.

## Les musiques du monde
Dès les tout débuts de leur rencontre, les musiciens de HCPLF découvrent l’existence de traditions dont personne ne parlait alors, si ce n’est dans le cercle étroit des spécialistes. Elles leur découvrent des approches de la musique que l'Occident ne prend pas en compte ou qu'il a oublié et des sons qui viennent enrichir magnifiquement la palette sonore. Peu à peu, ils se constituent un nouvel univers de référence où la musique des Pygmées Akka côtoie celle des moines tibétains, où les tambours du Burundi font écho aux tablas indiens, le shakuhachi japonais au ney persan et le chant Dhrupad de l’Inde du Nord au chant diphonique de Mongolie. Ils rassemblent peu à peu des instruments venus des cultures les plus diverses mais aussi des idiophones et des appeaux d'oiseaux et deux instruments nouveaux réalisés par Georges Alloro, une trompe coudée de 13 mètres pour s'approcher des sons de la musique tibétaine et un orgue de verre inspiré du Cristal Baschet[source secondaire nécessaire].

## À la rencontre d'un public
Leurs premières rencontres avec le public se déroulent dans le cadre de concerts privés organisés par des artisans d'art de la région niçoise. Le public est invité à s'emparer des instruments laissés à leur disposition transformant ainsi les concerts en happenings.[réf. souhaitée]. Par ailleurs, des musiciens amateurs, des récitants de poèmes ou de textes philosophiques, se joignent au groupe lors des représentations.
À l'occasion de leur participation à une manifestation Fluxus, organisé par Ben Vautier, en 1970, ils rencontrent les organisateurs du Festival "Society in Conflict" qui les invitent à se produire à Bruxelles au mois de septembre de la même année. Georges Alloro ne partira pas avec eux, retenu à Nice dans l'entreprise de plomberie de son père.[réf. souhaitée]. Après Bruxelles, les musiciens de Horde s'arrêtent à Paris et décident d'y rester.

## Paris, 1970 - 1974
Paris, dans les années qui suivent Mai 68, est le théâtre d'une intense vie culturelle à laquelle les musiciens de Horde catalytique pour la Fin se mêlent très rapidement. Ils jouent au Théâtre du Vieux Colombier, au Théâtre de la Vieille Grille, au Théâtre du Ranelagh, au Studio 105 de l'ORTF, au Musée d'Art Moderne où il y aura tellement de monde qu'il faudra donner deux représentations successives. Ils participent au Musicircus de John Cage aux Halles Baltard. Ils sont invités à la Fondation Patino à Genève, au Théâtre du 8e à Lyon, au Théâtre de Nice, au Festival d'Avignon [à sourcer].
Le groupe s'agrandit. Le poète Dominique Tron intervient lors de leurs concerts pour des récitations improvisées. Un photographe, Alain Sabatier et un peintre, Zia Mirabdolbaghi, prennent en charge les ambiances de scène[à sourcer].
La réflexion sur la musique s’ouvre sur celle plus large de l’Art en général, de sa fonction, de sa place dans la société. Louis Aragon, alors directeur des Lettres Françaises leur offre, en mai 1971, les pages centrales de sa revue. Claude Laloum, professeur d’ethnomusicologie à l'Université de Paris VIII, spécialiste des musiques africaines, les invite à deux reprises dans son émission, sur France Culture, A la recherche des musiques de traditions orales les mardi 10 août 1971 et jeudi 9 septembre 1971) [date ?]. Passionnés par les mouvements d'idées qui animent la capitale, ils assistent au cours de Jacques Lacan, de Jacques Derrida, de Michel Foucault, de Gilles Deleuze. Ce dernier les invite à deux reprises à intervenir dans ses cours à l'Université de Paris VIII pour exposer le concept de "gestation sonore" dans lequel il a reconnu des affinités avec sa propre réflexion sur la musique Les musiciens de Horde s'étaient en effet, spontanément engagés dans une pratique de "deterritorialistion" , avant  même de découvrir l'existence de ce concept majeur de la pensée deleuzienne.  On peut ajouter que "la gestation sonore" entre aussi en résonance avec un autre concept utilisé par Deleuze, celui de "musique moléculaire".    

## Une fin et un commencement
En 1974, après cinq années d'une aventure musicale hors du commun, les membres du groupe choisissent de suivre d’autres chemins. Richard Accart retourne au jazz, Jacques Fassola part étudier la musique balinaise sur le terrain (il en deviendra  un des meilleurs spécialistes ),  Gilbert Stuerga se retire dans le village de son enfance au dessus de Nice. Seul François Bourlier est déterminé à poursuivre l'aventure. Il quitte Paris et rejoint Georges Alloro à Nice. Ensemble, ils fonderont l'association ARTHEA (Association pour la Représentation des Techniques et Expressions Artistiques) qui reprendra les principes de la gestation sonore en mettant l'accent sur la création d'instruments nouveaux destinés à renouveler la palette sonore.

## Artistes associés
Les membres de Horde Catalytique pour la Fin retrouvent des amis artistes du sud de la France installés à Paris en 1970. 

### Zia Mirabdolbaghi, peintre, musicien
Diplômé en peinture de l’École Nationale Supérieure des Beaux-Arts de Paris, il sera avec Alain Sabatier « l’œil » de HCPLF. Dans les années qui suivront, il ajoutera à sa démarche artistique, l’étude de la musique en devenant l’élève de Djamchid Chemirani, maître du tombak ou zarb, l’un des principaux instruments à percussion de la musique persane. En 1986, il devient l’un des deux lauréats du Concours National pour les musiques extra européennes et sera officiellement professeur certifié. Docteur en histoire de l’art et chef du département des musiques extra européennes, il dirigera durant trente ans les classes de zarb au Conservatoire de Nice parallèlement à sa participation aux concerts et aux tournées. Il aura à son actif des expositions, plusieurs publications ainsi que des enregistrements discographiques. Sa collaboration musicale avec des grands maîtres de la musique persane et des ensembles européens et orientaux confirmera ses compétences musicales. Actuellement il poursuit ses recherches picturales de même que ses activités musicales.  

### Dominique Tron, poète
C'est lors de la publication de son premier recueil de poèmes, Stéréophonies, aux éditions Seghers (il a à peine quinze ans) que Dominique Tron est remarqué par Elsa Triolet[réf. souhaitée] qui préfacera l'ouvrage. Il devient dès lors un proche du couple Louis Aragon - Elsa Triolet.

## Discographie

### Album
"Gestation Sonore" : Enregistré le 26 février 1971 au Théâtre de Nice.Sorti du LP in 1971 par Futura Records.

## Concerts de 1969 à 1972 (liste non-exhaustive)
- Manifestation Fluxus, Nice 
- Festival Society in Conflict", Bruxelles 
- Musée d'Art Moderne, Paris
- Musicircus de John Cage aux Halles Baltar, Paris
- Théâtre du 8e, Lyon
- Théâtre de Nice
- Théâtre du Vieux Colombier, Paris avec la participation de Dominique Tron, littérature orale
- Modulobul, Paris
- Festival d'Avignon, concert diffusé sur France Culture et débat public avec Georges Léon
- Fête de l'Humanité
- Théâtre du Ranelagh, 5, rue des Vignes à Paris XVIe
- Grand Palais, Paris, dans le cadre du Festival d'Automne